# Reinhard Mohr
Reinhard Mohr (* 1955 in Frankfurt am Main) ist ein deutscher Journalist und Publizist.

## Leben
Mohr studierte Soziologie in Frankfurt am Main. Er war dort Mitglied des AStA und schrieb als Autor für die dem Frankfurter AStA nahestehende Zeitschrift Pflasterstrand. 
Nach dem Studium arbeitete er für die tageszeitung (taz),  die Frankfurter Allgemeine Zeitung und den Stern. Von 1996 bis 2004 war er Kulturredakteur beim Spiegel, von 2006 bis Oktober 2010 freier Mitarbeiter für Spiegel Online. Seit 2013 ist er Autor für das Monatsmagazin Cicero. Stand 2024 schreibt er als freier Journalist vor allem für Welt am Sonntag und NZZ.
Er schrieb auch Kabaretttexte, unter anderem für Michael Quast und Matthias Beltz. 
Mohr wohnt im Berliner Stadtteil Prenzlauer Berg.

## Veröffentlichungen
- mit Daniel Cohn-Bendit: 1968. Die letzte Revolution, die noch nichts vom Ozonloch wußte. Wagenbach, Berlin 1988, ISBN 3-8031-2161-2
- Zaungäste. Die Generation, die nach der Revolte kam. S. Fischer, Frankfurt 1992, ISBN 3-10-040207-3
- Generation Z oder Von der Zumutung, älter zu werden. Argon, Berlin 2003, ISBN 3-87024-597-2; Fischer-Taschenbuch-Verlag, Frankfurt 2004, ISBN 3-596-15932-6
- Das Deutschlandgefühl. Eine Heimatkunde. Rowohlt, Reinbek bei Hamburg 2005, ISBN 3-498-04501-6
- Der diskrete Charme der Rebellion. Ein Leben mit den 68ern. wjs, Berlin 2008, ISBN 978-3-937989-31-0
- Meide deinen Nächsten. Beobachtungen eines Stadtneurotikers. wjs, Berlin 2010, ISBN 978-3-937989-65-5
- Bin ich jetzt reaktionär? Bekenntnisse eines Altlinken. Gütersloher Verlagshaus, Gütersloh 2013, ISBN 978-3-579-06638-7
- Deutschland zwischen Größenwahn und Selbstverleugnung. Warum es keine Mitte mehr gibt. Europa Verlag, München 2021, ISBN 978-3-95890-399-9
- mit Henryk M. Broder: Durchs irre Germanistan – Notizen aus der Ampel-Republik. Europa Verlag, München, 2023. ISBN 978-3-9589-0593-1
- mit Henryk M. Broder: Good morning Germanistan – Wird jetzt alles besser? Europa Verlag, München, 2025. ISBN 978-3-95890-646-4

## Artikel
- Wie die DDR Linke und Terroristen der BRD kaufte. Auf: welt.de vom 11. März 2012
- Linke Heuchler. Auf: m.faz.net vom 4. August 2014
- Die Wohlgelittenen: Der rasante Marsch der Aktivisten durch die Institutionen - Auf: NZZ am 8. Dezember 2022
- Die Grenzen des Dialogs sind beängstigend eng. In: Neue Zürcher Zeitung, 21. März 2023, S. 18 (Online auf nzz.ch, abgerufen am 21. März 2023)